# Charlevoix-Saguenay-Syndrom
Das Charlevoix-Saguenay-Syndrom oder ARSACS, Akronym für Autosomal-Rezessive Spastische Ataxie Typ Charlevoix-Saguenay, ist eine sehr seltene angeborene neurodegenerative Erkrankung mit den namensgebenden Hauptmerkmalen.
Die Bezeichnung bezieht sich auf die Region Charlevoix und die Stadt Saguenay im Nordosten Kanadas, in der von J. P. Buchard und Mitarbeitern das Krankheitsbild erstmals Jahre 1978 beschrieben wurde.

## Verbreitung
In der Charlevoix-Saguenay Region wird die Häufigkeit mit 1 zu 1.500–2.000 angegeben, außerhalb ist die Häufigkeit nicht bekannt.
Die Vererbung erfolgt autosomal-rezessiv.

## Ursache
Der Erkrankung liegen Mutationen im SACS-Gen auf Chromosom 13 Genort q12.12 zugrunde, welches für Sacsin kodiert.

## Klinische Erscheinungen
Klinische Kriterien sind:
- früh einsetzende kleinhirnbedingte Ataxie, in Kanada im Alter zwischen 12 und 18 Monaten mit Gangstörungen
- Dysarthrie und Nystagmus
- zunehmende Spastik
- Pyramidenbahn-Syndrom mit gesteigerten Patellarsehnenreflexen und Babinski-Zeichen
- später hinzu kommende periphere Neuropathie

Ferner können Mitralklappenprolaps, Hohlfuß und Funktionsstörungen der Harnblase auftreten.

## Diagnose
Medizinische Bildgebung ergibt eine Atrophie von Teilen des Kleinhirnwurms und des Rückenmarks der Halswirbelsäule, Neurophysiologie mit Zeichen einer axonalen und einer demyelinisierenden Neuropathie, verminderte motorische Nervenleitgeschwindigkeit.

## Differentialdiagnose
Abzugrenzen sind:
Friedreich-Ataxie, Vitamin-E-Mangel-Ataxie und das Troyer-Syndrom.

## Therapie
Die Behandlung ist symptomatisch.